# Бернек (Санкт-Галлен)
Бернек (нім. Berneck SG) — громада  в Швейцарії в кантоні Санкт-Галлен, виборчий округ Райнталь.

## Географія
Громада розташована на відстані близько 175 км на схід від Берна, 18 км на схід від Санкт-Галлена.
Бернек має площу 5,6 км², з яких на 23,2% дозволяється будівництво (житлове та будівництво доріг), 46,1% використовуються в сільськогосподарських цілях, 29,6% зайнято лісами, 1,1% не є продуктивними (річки, льодовики або гори).

## Демографія
2019 року в громаді мешкало 3936 осіб (+6,6% порівняно з 2010 роком), іноземців було 20,1%. Густота населення становила 700 осіб/км².
За віковим діапазоном населення розподілялося таким чином: 21,1% — особи молодші 20 років, 59,8% — особи у віці 20—64 років, 19,1% — особи у віці 65 років та старші. Було 1681 помешкань (у середньому 2,3 особи в помешканні).
Із загальної кількості 2119 працюючих 70 було зайнятих в первинному секторі, 891 — в обробній промисловості, 1158 — в галузі послуг.